# وتپرا
وتپرا (به انگلیسی: Vattappara) یک روستا در هند است که در تریواندروم واقع شده‌است.

## خصوصیات
وتپرا ۲۳٬۱۰۵ نفر جمعیت دارد.